# Diaminobutirat acetiltransferaza
Diaminobutirat acetiltransferaza (EC 2.3.1.178, -2,4-diaminobutiratna acetiltransferaza, L-2,4-diaminobutanoatna acetiltransferaza, acetiltransferaza diaminobutirne kiseline, DABA acetiltransferaza, 2,4-diaminobutanoatna acetiltransferaza, DAB acetiltransferaza, acetil-KoA:-2,4-diaminobutanoatna 4-N-acetiltransferaza) je enzim sa sistematskim imenom acetil-KoA:-2,4-diaminobutanoat 4-acetiltransferaza. Ovaj enzim katalizuje sledeću hemijsku reakciju
acetil-KoA + L-2,4-diaminobutanoat {\displaystyle \rightleftharpoons } KoA + N4-acetil-L-2,4-diaminobutanoat
Za rad ovog enzima je neophodan jon Na+ ili K+ za maksimalnu aktivnost.

## Literatura
- Nicholas C. Price; Lewis Stevens (1999). Fundamentals of Enzymology: The Cell and Molecular Biology of Catalytic Proteins (Third изд.). USA: Oxford University Press. ISBN 019850229X.
- Eric J. Toone (2006). Advances in Enzymology and Related Areas of Molecular Biology, Protein Evolution (Volume 75 изд.). Wiley-Interscience. ISBN 0471205036.
- Branden C; Tooze J. Introduction to Protein Structure. New York, NY: Garland Publishing. ISBN 0-8153-2305-0.
- Irwin H. Segel. Enzyme Kinetics: Behavior and Analysis of Rapid Equilibrium and Steady-State Enzyme Systems (Book 44 изд.). Wiley Classics Library. ISBN 0471303097.

## Spoljašnje veze
- Diaminobutyrate+acetyltransferase на 